# ななみちゃん
ななみちゃんは、日本放送協会（NHK）衛星放送テレビ（BS）のイメージキャラクター。

## 概要
衛星放送の番組開始から15年を迎えた2004年にバンダイのキャラクター研究所と企画会社ロボットが共同開発したキャラクター。まるっこい白い身体に大きな目とふさふさのしっぽが愛らしい、犬のような不思議な生き物である。ななみ役の声優は小桜エツコ（旧名：小桜エツ子）。
2005年夏と2006年夏には、ななみちゃんが案内役を務めるハイビジョン実写番組『ななみちゃんのわくわくどうぶつえん』が放送された。
NHK総合テレビの公開生放送番組「土スタ」で、着ぐるみが登場し出演者と会話をする。
また、キャラクターグッズが発売されており、各地方局が地元ゆかりのものと「ななみちゃん」を組み合わせて作った「ご当地ななみちゃん」も登場している。

## プロフィール
全長77.7cm、体重7.77kg。木の実から生まれた不思議ないきもの。「だいふく」が大好物である。もっと嬉しい時はしっぽの先がピンク色になる。落ち込んだり悲しくなるとしっぽが縮んでしまう。
名前は視聴者からの93,691通の応募の中から決められた。身長・体重などの数値が7がみっつということで「ななみ」と名づけた人が多かった。

## テレビアニメ版
2004年5月からはテレビアニメも放送開始した（当初衛星放送で放送されたものが好評だったため、教育テレビでも2004年10月から毎週土曜日18時25分 - 18時30分に放送された）。2005年6月からはBS2で第2シリーズ、2006年8月からは第3シリーズの放送を開始した。これとは別に30秒スポット『ななみちゃん劇場』も随時放送された。

### ストーリー
1話5分
- 第1シリーズ（2004年度）全12話
  - 第1話  - 「不思議な木の実」
  - 第2話  - 「しあわせ荘の秘密」
  - 第3話  - 「ななみの家出」
  - 第4話  - 「ハロー、エッフェル」
  - 第5話  - 「プールの女王」
  - 第6話  - 「ママのサボテン」
  - 第7話  - 「シュート!」
  - 第8話  - 「雨の日」
  - 第9話  - 「となりの宇宙人」
  - 第10話 - 「夕焼け音楽会」
  - 第11話 - 「謎の空き部屋」
  - 第12話 - 「未知の誕生日」
- 第2シリーズ（2005年度）全16話
  - 第13話 - 「ななみはおしゃれ!」
  - 第14話 - 「ハムスターが来た」
  - 第15話 - 「三人の家出」
  - 第16話 - 「どろぼう退治」（「テツandトモ」のテツがアナウンサー役、トモがどろぼう役で特別出演）
  - 第17話 - 「ママのダイエット」
  - 第18話 - 「オトサンがたいへん!」
  - 第19話 - 「初めてのおこづかい」
  - 第20話 - 「今日の占い」
  - 第21話 - 「メイクアップ」
  - 第22話 - 「お父さんの料理」
  - 第23話 - 「風邪の日」
  - 第24話 - 「消えたダイフク」
  - 第25話 - 「ハワイ旅行」
  - 第26話 - 「バザーの日」
  - 第27話 - 「ななみの秘密」
  - 第28話 - 「大きくなったら…?」
- 第3シリーズ（2006年度）全16話
  - 第29話 - 「恋のキューピット大作戦!」
  - 第30話 - 「金蔵の宝物」
  - 第31話 - 「新しい住人」
  - 第32話 - 「買い物の達人」
  - 第33話 - 「三人の大冒険（前編）」
  - 第34話 - 「三人の大冒険（後編）」
  - 第35話 - 「ボクのヒーロー」
  - 第36話 - 「ななみとお寿司」
  - 第37話 - 「かわいい猫?」
  - 第38話 - 「乙姫みっちゃん」
  - 第39話 - 「ななみのさかな釣り」
  - 第40話 - 「だいじなシッポ」
  - 第41話 - 「みんなで書道」
  - 第42話 - 「わらしべななみ」
  - 第43話 - 「流星の夜」
  - 第44話 - 「しあわせ荘がなくなる!?」
- 第4シリーズ（2007年度）全16話
  - 第45話 - 「ななみ空を飛ぶ」
  - 第46話 - 「ななみのベビーシッター」
  - 第47話 - 「お得なパーティー」
  - 第48話 - 「飛べ!遊作ロボ」
  - 第49話 - 「ななみの手紙」
  - 第50話 - 「るすばんななみ」
  - 第51話 - 「ななみアイドルに会う」
  - 第52話 - 「ななみのおうち」
  - 第53話 - 「ビデオレターをつくろう」
  - 第54話 - 「大福ころりん（前編）」
  - 第55話 - 「大福ころりん（後編）」
  - 第56話 - 「早口言葉に挑戦!」
  - 第57話 - 「UFOを見た!?」
  - 第58話 - 「ななみと自転車」
  - 第59話 - 「消えたソロバンキング」
  - 第60話 - 「電車でおつかい」
- 第5シリーズ（2008年度）全16話
  - 第61話 - 「海のタカラモノ」
  - 第62話 - 「ハナマルななみ」
  - 第63話 - 「ななみとタネ」
  - 第64話 - 「ソロバンキングを追え!」
  - 第65話 - 「みっちゃんSOS」
  - 第66話 - 「ゼイタクな一日」
  - 第67話 - 「てるてるななみ」
  - 第68話 - 「ななみとまねき猫」
  - 第69話 - 「夕日の決闘」
  - 第70話 - 「桃太郎ななみ（前編）」
  - 第71話 - 「桃太郎ななみ（後編）」
  - 第72話 - 「銭湯大好き!」
  - 第73話 - 「ななみと毛糸」
  - 第74話 - 「みっちゃん銀行」
  - 第75話 - 「消えたラブソング」
  - 第76話 - 「新しい傘」
- 第6シリーズ（2009年度）全16話
  - 第77話 - 「ななみと赤信号」
  - 第78話 - 「さらばそろばんキング!」
  - 第79話 - 「数男の初恋」
  - 第80話 - 「しあわせ荘が泣いている!?」
  - 第81話 - 「ボブに捧げるブルース」
  - 第82話 - 「大福コンテスト」
  - 第83話 - 「ななみのポケット」
  - 第84話 - 「謎のわらぶき屋根」
  - 第85話 - 「消えた相棒」
  - 第86話 - 「エッフェルの恋ふたたび」
  - 第87話 - 「ななみと天狗」
  - 第88話 - 「みっちゃんのズル休み」
  - 第89話 - 「美夢の発表会」
  - 第90話 - 「物置の逃亡者」
  - 第91話 - 「吾輩はアレである」
  - 第92話 - 「みっちゃんのはらまき」

### スタッフ
- 監督 - 野村辰寿
- キャラクターデザイン - 稲葉卓也
- アニメーションキャラクターデザイン - 大橋幸子（第3・第4シリーズ）
- 総作画監督 - 大橋幸子（第1〜第3シリーズ）、服部憲知・長野まりえ（第4シリーズ）
- 音楽 - 栗コーダーカルテット++
- 音響監督 - 宇井孝司（第1シリーズ）、谷田部勝義（第2シリーズ）、麦島哲也（第3・第4シリーズ）
- チーフ演出 - 谷田部勝義（第2シリーズ）
- シリーズ演出 - 外山草（第3・第4シリーズ）
- 美術担当 - 天水勝（第1・第2シリーズ）→岩瀬栄治（第3シリーズ）→井上一宏（第4シリーズ）
- アニメーションプロデューサー - 安藤歩・駒沢昌孝（第1シリーズ）→倉澤幹隆（第2シリーズ）→松本絵美（第3・第4シリーズ）、川人憲治郎
- プロデューサー - 松本寿子（第1シリーズ）→南部奈保子（第1〜第3シリーズ）
- 制作統括 - 武中千里・松本寿子（第1〜第3シリーズ）、鳥飼和宏・廣岡篤哉（第4シリーズ）
- アニメーション制作 - ROBOT、グループ・タック
- 共同制作 - NHKエンタープライズ21（第1シリーズ）→NHKエンタープライズ（第2シリーズ以降）
- 制作・著作 - NHK

### 声の出演
- ななみ - 小桜エツコ（旧名：小桜エツ子）
- 青葉未知 - かかずゆみ
- 青葉遊作 - 子安武人
- 青葉洋子 - 日髙のり子
- 大家金蔵／九太郎 - 千葉繁
- 大家タメ：安達忍
- スティーブ・ソンダーソン - 石原慎一
- フランソワーズ・フォットイテーン - 池澤春菜
- エッフェル／黒川 - 亀山助清
- 生徒／ケマリオ - 比嘉久美子
- 飛走泳美 - 菊地祥子
- 宇崎宙太 - 西村知道
- 宇崎咲子 - 篠原恵美
- キャプテン - 時田光
- 箱内美夢 - 松来未祐
- 奥田宅生 - 宇垣秀成
- 井塚熟 - 原マスミ
- 向井米子 - 秋田まどか
- 座敷笑子 - かないみか
- 得下数好 - 鈴木千尋
- 得下数男 - 阪口大助

### ななみちゃん30秒劇場のBSキャラクター
- ハリ介
- ヒヨ1（ヒヨカズ 14.1cm 141g 誕生日 1月4日）
- ヒヨ2（ヒヨジ 14.2cm 142g 誕生日 1月4日）
- ヒヨ3（ヒヨゾー 14.3cm 143g 誕生日 1月4日）
- チャオ